# ان‌جی‌سی ۲۰۰
ان‌جی‌سی ۲۰۰ (انگلیسی: NGC 200) نام یک کهکشان مارپیچی در صورت فلکی ماهی است.